# Des hommes et des montagnes
Pour plus de détails, voir Fiche technique et Distribution.
Des hommes et des montagnes est un film documentaire français réalisé par Jean-Jacques Languepin et Gaston Rébuffat sorti en 1953.

## Fiche technique
- Réalisation : Jean-Jacques Languepin et Gaston Rébuffat
- Commentaires : Max Aldebert
- Photographie : Louis Félix, Jean-Jacques Languepin, Georges Tairrez
- Montage : Victoria Mercanton
- Musique : Antonín Dvorák
- Pays  :  France
- Format :  Noir et blanc - 1,37:1 - 35 mm - Son mono
- Genre : Documentaire
- Durée : 25 minutes
- Date de sortie :	
  - France : 1953

## Distribution
- Bernard Blier : narrateur (voix)
- Armand Charlet : Lui-même
- Gaston Rébuffat : Lui-même